# Himle tingslag
Himle tingslag var till 1948 ett tingslag i Hallands län i Hallands mellersta domsaga. Tingsplatsen var i Varberg.
Tingslaget omfattade Himle härad. 
Tingslaget uppgick 1948 i Hallands mellersta domsagas tingslag.